# Lochmaeocles hondurensis
Lochmaeocles hondurensis là một loài bọ cánh cứng trong họ Cerambycidae.